# Candy Girl (album)
| Recensione | Giudizio |
| ---------- | -------- |
| AllMusic   |          |

Candy Girl è l'album di debutto del gruppo statunitense New Edition, pubblicato nel 1983 dalla Warlock Records.

## Tracce
1. Gimme Your Love – 4:15
2. She Gives Me a Bang – 4:00
3. Is This the End? – 4:11
4. Pass the Beat – 4:38
5. Popcorn Love – 4:52
6. Candy Girl – 3:54
7. Ooh Baby – 3:56
8. Should Never Have Told Me – 4:06
9. Gotta Have Your Lovin – 4:50
10. Jealous Girl – 4:58